# Crudia scortechinii
Crudia scortechinii là một loài của rau đậu thuộc họ Fabaceae.
Loài này chỉ có ở Malaysia. Chúng hiện đang bị đe dọa vì mất môi trường sống.